# Bundestagswahlkreis Bremen I
Der Wahlkreis Bremen I (Wahlkreis 54) ist ein Bundestagswahlkreis in der Freien Hansestadt Bremen. Er umfasst die Bremer Stadtteile Borgfeld, Hemelingen, Horn-Lehe, Huchting, Mitte, Neustadt, Oberneuland, Obervieland, Osterholz, Östliche Vorstadt, Schwachhausen und Vahr. Der Wahlkreis besteht in dieser Form seit 2002, als die Zahl der Bundestagswahlkreise in Bremen von drei auf zwei reduziert wurde. Er ging aus dem Wahlkreis Bremen-Ost hervor, der um Teile des aufgelösten Wahlkreises Bremen-West ergänzt wurde. Der Wahlkreis wurde bisher bei allen Bundestagswahlen seit 1949 von den Kandidaten der SPD gewonnen.

## Wahlkreisgeschichte
| Wahl      | Wahlkreisname | Gebiet |
| --------- | ------------- | --- |
| 1949      | 1 Bremen-Ost  | Von Bremen die Stadtteile Borgfeld, Hemelingen, Horn-Lehe, Oberneuland, Osterholz, Östliche Vorstadt, Schwachhausen, Vahr, Huckelriede, Habenhausen und Arsten       |
| 1953–1961 | 57 Bremen-Ost | Von Bremen die Stadtteile Borgfeld, Hemelingen, Horn-Lehe, Oberneuland, Osterholz, Östliche Vorstadt, Schwachhausen, Vahr, Huckelriede, Habenhausen und Arsten       |
| 1965–1994 | 50 Bremen-Ost | Von Bremen die Stadtteile Borgfeld, Hemelingen, Horn-Lehe, Oberneuland, Osterholz, Östliche Vorstadt, Schwachhausen, Vahr, Huckelriede, Obervieland und Ostertor     |
| 1998      | 50 Bremen-Ost | Von Bremen die Stadtteile Borgfeld, Hemelingen, Horn-Lehe, Oberneuland, Osterholz, Östliche Vorstadt, Schwachhausen, Vahr und Obervieland                            |
| 2002–2005 | 54 Bremen I   | Von Bremen die Stadtteile Borgfeld, Hemelingen, Horn-Lehe, Oberneuland, Osterholz, Östliche Vorstadt, Schwachhausen, Vahr, Obervieland, Huchting, Mitte und Neustadt |
| 2009      | 55 Bremen I   | Von Bremen die Stadtteile Borgfeld, Hemelingen, Horn-Lehe, Oberneuland, Osterholz, Östliche Vorstadt, Schwachhausen, Vahr, Obervieland, Huchting, Mitte und Neustadt |
| 2013–     | 54 Bremen I   | Von Bremen die Stadtteile Borgfeld, Hemelingen, Horn-Lehe, Oberneuland, Osterholz, Östliche Vorstadt, Schwachhausen, Vahr, Obervieland, Huchting, Mitte und Neustadt |

## Wahlkreisabgeordnete
| Wahl | Abgeordneter                           | Abgeordneter                           | Partei                                 | Stimmen in %                           |
| ---- | -------------------------------------- | -------------------------------------- | -------------------------------------- | -------------------------------------- |
| 1949 |                                        | Heinz Meyer                            | SPD                                    | 29,9                                   |
| 1953 |                                        | Hermann Hansing                        | SPD                                    | 33,7                                   |
| 1957 | 39,7                                   | Hermann Hansing                        | SPD                                    |                                        |
| 1961 | 44,3                                   | Hermann Hansing                        | SPD                                    |                                        |
| 1965 | 44,2                                   | Hermann Hansing                        | SPD                                    |                                        |
| 1969 | 49,5                                   | Hermann Hansing                        | SPD                                    |                                        |
| 1972 |                                        | Ernst Waltemathe                       | SPD                                    | 57,2                                   |
| 1976 | 49,0                                   | Ernst Waltemathe                       | SPD                                    |                                        |
| 1980 | 48,5                                   | Ernst Waltemathe                       | SPD                                    |                                        |
| 1983 | 47,8                                   | Ernst Waltemathe                       | SPD                                    |                                        |
| 1987 | 44,8                                   | Ernst Waltemathe                       | SPD                                    |                                        |
| 1990 | 38,9                                   | Ernst Waltemathe                       | SPD                                    |                                        |
| 1994 |                                        | Volker Kröning                         | SPD                                    | 43,1                                   |
| 1998 | 50,7                                   | Volker Kröning                         | SPD                                    |                                        |
| 2002 | 51,4                                   | Volker Kröning                         | SPD                                    |                                        |
| 2005 | 48,3                                   | Volker Kröning                         | SPD                                    |                                        |
| 2009 |                                        | Carsten Sieling                        | SPD                                    | 33,7                                   |
| 2013 | 37,9                                   | Carsten Sieling                        | SPD                                    |                                        |
| 2017 |                                        | Sarah Ryglewski                        | SPD                                    | 29,8                                   |
| 2021 | 30,2                                   | Sarah Ryglewski                        | SPD                                    |                                        |
| 2025 | kein – ungenügende Zweitstimmendeckung | kein – ungenügende Zweitstimmendeckung | kein – ungenügende Zweitstimmendeckung | kein – ungenügende Zweitstimmendeckung |

## Wahlergebnisse

### Bundestagswahl 2025
| Kandidaten                                                                      | Kandidaten              | Parteien/Listen      | Erststimmen | Erststimmen | Zweitstimmen | Zweitstimmen |
| Kandidaten                                                                      | Kandidaten              | Parteien/Listen      | Stimmen     | %           | Stimmen      | %            |
| ------------------------------------------------------------------------------- | ----------------------- | -------------------- | ----------- | ----------- | ------------ | ------------ |
|                                                                                 | Ulrike Hiller           | SPD                  | 48.670      | 25,2        | 42.455       | 21,9         |
|                                                                                 | Kirsten Kappert-Gonther | GRÜNE                | 36.566      | 18,9        | 35.822       | 18,5         |
|                                                                                 | Thomas Röwekamp         | CDU                  | 46.314      | 24,0        | 41.196       | 21,3         |
|                                                                                 | Volker Redder           | FDP                  | 5.590       | 2,9         | 7.417        | 3,8          |
|                                                                                 | Doris Achelwilm         | DIE LINKE            | 25.807      | 13,4        | 30.834       | 15,9         |
|                                                                                 | Sergej Minich           | AfD                  | 22.752      | 11,8        | 22.792       | 11,8         |
|                                                                                 | Sandor Herms            | Die PARTEI           | 2.226       | 1,2         | 1.341        | 0,7          |
|                                                                                 | —                       | FREIE WÄHLER         | –           | –           | 598          | 0,3          |
|                                                                                 | Lotta von Bötticher     | Volt                 | 3.402       | 1,8         | 2.194        | 1,1          |
|                                                                                 | —                       | Menschliche Welt     | –           | –           | 305          | 0,2          |
|                                                                                 | Wanja Lange             | MLPD                 | 282         | 0,1         | 82           | 0,0          |
|                                                                                 | Sebastian Kusch         | Bündnis Deutschland  | 800         | 0,4         | 483          | 0,2          |
|                                                                                 | —                       | BSW                  | –           | –           | 7.973        | 4,1          |
|                                                                                 | —                       | MERA25               | –           | –           | 159          | 0,1          |
|                                                                                 | —                       | Verjüngungsforschung | –           | –           | 148          | 0,1          |
|                                                                                 | Judith Schultz          | Einzelbewerber       | 719         | 0,4         | –            | –            |
| Gesamt                                                                          | Gesamt                  | Gesamt               | 193.131     | 100         | 193.799      | 100          |
|                                                                                 |                         |                      |             |             |              |              |
| Ungültige Stimmen                                                               | Ungültige Stimmen       | Ungültige Stimmen    | 1.651       | 0,8         | 983          | 0,5          |
| Wähler                                                                          | Wähler                  | Wähler               | 194.782     | 81,2        | 194.782      | 81,2         |
| Wahlberechtigte                                                                 | Wahlberechtigte         | Wahlberechtigte      | 239.823     |             | 239.823      |              |
|                                                                                 |                         |                      |             |             |              |              |
| Anmerkung: kein Kandidat hat ein Direktmandat bekommen (siehe Wahlrechtsreform) |                         |                      |             |             |              |              |
|                                                                                 |                         |                      |             |             |              |              |
| Quellen: Die Bundeswahlleiterin, Kandidaten - Stimmverteilung                   |                         |                      |             |             |              |              |

Ulrike Hiller erhielt mit knappem Abstand die meisten Erststimmen, zieht allerdings nicht in den Bundestag ein, da die SPD in Bremen beide Wahlkreise gewonnen hat, allerdings über ihr Zweitstimmenergebnis nur ein Direktmandat decken konnte.
Die SPD ist nur in einem einzigen Fall in ganz Deutschland von der neuen Regelung (Wahlrechtsreform) betroffen.

### Bundestagswahl 2021
| Kandidaten                                            | Kandidaten                   | Parteien/Listen   | Erststimmen | Erststimmen | Zweitstimmen | Zweitstimmen |
| Kandidaten                                            | Kandidaten                   | Parteien/Listen   | Stimmen     | %           | Stimmen      | %            |
| ----------------------------------------------------- | ---------------------------- | ----------------- | ----------- | ----------- | ------------ | ------------ |
|                                                       | Sarah Ryglewskigewählt im WK | SPD               | 55.934      | 30,2        | 53.425       | 28,8         |
|                                                       | Thomas Röwekamp              | CDU               | 39.440      | 21,3        | 32.375       | 17,5         |
|                                                       | Cindi Tuncel                 | DIE LINKE         | 15.306      | 8,3         | 15.739       | 8,5          |
|                                                       | Kirsten Kappert-Gonther      | GRÜNE             | 39.721      | 21,5        | 44.414       | 24,0         |
|                                                       | Heinrich Löhmann             | AfD               | 9.099       | 4,9         | 9.835        | 5,3          |
|                                                       | Volker Redder                | FDP               | 13.929      | 7,5         | 18.396       | 9,9          |
|                                                       | Merle Andersen               | Die PARTEI        | 2.835       | 1,5         | 1.977        | 1,1          |
|                                                       | Patrick Strauß               | FREIE WÄHLER      | 1.853       | 1,0         | 1.473        | 0,8          |
|                                                       | –                            | V-Partei³         | –           | –           | 246          | 0,1          |
|                                                       | –                            | Menschliche Welt  | –           | –           | 181          | 0,1          |
|                                                       | –                            | NPD               | –           | –           | 104          | 0,1          |
|                                                       | Wolfgang Lange               | MLPD              | 147         | 0,1         | 84           | 0,0          |
|                                                       | Ronald-Oliver Marahrens      | dieBasis          | 2.237       | 1,2         | 2.008        | 1,1          |
|                                                       | Antje Piegsa                 | ÖDP               | 322         | 0,2         | 212          | 0,1          |
|                                                       | Bennet Henking               | Die Humanisten    | 526         | 0,3         | 325          | 0,2          |
|                                                       | Cornelia Balog-Broschinski   | Tierschutzpartei  | 2.440       | 1,3         | 2.145        | 1,2          |
|                                                       | –                            | Team Todenhöfer   | –           | –           | 1.455        | 0,8          |
|                                                       | Michael Speer                | Volt              | 1.182       | 0,6         | 843          | 0,5          |
| Gesamt                                                | Gesamt                       | Gesamt            | 184.971     | 100         | 185.237      | 100          |
|                                                       |                              |                   |             |             |              |              |
| Ungültige Stimmen                                     | Ungültige Stimmen            | Ungültige Stimmen | 1.337       | 0,7         | 1.071        | 0,6          |
| Wähler                                                | Wähler                       | Wähler            | 186.308     | 75,9        | 186.308      | 75,9         |
| Wahlberechtigte                                       | Wahlberechtigte              | Wahlberechtigte   | 245.384     |             | 245.384      |              |
|                                                       |                              |                   |             |             |              |              |
| Quellen: Die Bundeswahlleiterin, Kandidaten – Stimmen |                              |                   |             |             |              |              |

### Bundestagswahl 2017
| Kandidaten                                            | Kandidaten                   | Parteien/Listen   | Erststimmen | Erststimmen | Zweitstimmen | Zweitstimmen |
| Kandidaten                                            | Kandidaten                   | Parteien/Listen   | Stimmen     | %           | Stimmen      | %            |
| ----------------------------------------------------- | ---------------------------- | ----------------- | ----------- | ----------- | ------------ | ------------ |
|                                                       | Sarah Ryglewskigewählt im WK | SPD               | 55.656      | 30,0        | 45.729       | 24,5         |
|                                                       | Elisabeth Motschmann         | CDU               | 44.912      | 24,2        | 48.458       | 26,0         |
|                                                       | Kirsten Kappert-Gonther      | GRÜNE             | 22.117      | 11,9        | 23.568       | 12,6         |
|                                                       | Sebastian Rave               | DIE LINKE         | 22.666      | 12,2        | 26.425       | 14,2         |
|                                                       | Silvia Brock                 | AfD               | 14.290      | 7,7         | 15.539       | 8,3          |
|                                                       | Lencke Wischhusen            | FDP               | 20.702      | 11,2        | 19.138       | 10,3         |
|                                                       | –                            | PIRATEN           | –           | –           | 1.007        | 0,5          |
|                                                       | –                            | NPD               | –           | –           | 264          | 0,1          |
|                                                       | Fabian Siggelkow             | Die PARTEI        | 4.744       | 2,6         | 3.093        | 1,7          |
|                                                       | –                            | FREIE WÄHLER      | –           | –           | 488          | 0,3          |
|                                                       | Helmut Lange                 | MLPD              | 350         | 0,2         | 154          | 0,1          |
|                                                       | –                            | BGE               | –           | –           | 1.124        | 0,6          |
|                                                       | –                            | DKP               | –           | –           | 94           | 0,1          |
|                                                       | –                            | DM                | –           | –           | 314          | 0,2          |
|                                                       | –                            | Menschliche Welt  | –           | –           | 392          | 0,2          |
|                                                       | –                            | V-Partei³         | –           | –           | 589          | 0,3          |
| Gesamt                                                | Gesamt                       | Gesamt            | 185.437     | 100         | 186.376      | 100          |
|                                                       |                              |                   |             |             |              |              |
| Ungültige Stimmen                                     | Ungültige Stimmen            | Ungültige Stimmen | 2.627       | 1,4         | 1.688        | 0,9          |
| Wähler                                                | Wähler                       | Wähler            | 188.064     | 74,5        | 188.064      | 74,5         |
| Wahlberechtigte                                       | Wahlberechtigte              | Wahlberechtigte   | 252.496     |             | 252.496      |              |
|                                                       |                              |                   |             |             |              |              |
| Quellen: Die Bundeswahlleiterin, Kandidaten - Stimmen |                              |                   |             |             |              |              |

### Bundestagswahl 2013
| Kandidaten                               | Kandidaten                   | Parteien/Listen   | Erststimmen | Erststimmen | Zweitstimmen | Zweitstimmen |
| Kandidaten                               | Kandidaten                   | Parteien/Listen   | Stimmen     | %           | Stimmen      | %            |
| ---------------------------------------- | ---------------------------- | ----------------- | ----------- | ----------- | ------------ | ------------ |
|                                          | Carsten Sielinggewählt im WK | SPD               | 69.161      | 37,9        | 60.502       | 33,1         |
|                                          | Elisabeth Motschmann         | CDU               | 55.198      | 30,3        | 55.254       | 30,2         |
|                                          | Marieluise Beck              | GRÜNE             | 25.342      | 13,9        | 25.448       | 13,9         |
|                                          | Klaus-Rainer Rupp            | DIE LINKE         | 15.186      | 8,3         | 18.502       | 10,1         |
|                                          | Torsten Staffeldt            | FDP               | 4.171       | 2,3         | 7.168        | 3,9          |
|                                          | Robert Bauer                 | PIRATEN           | 4.849       | 2,7         | 4.756        | 2,6          |
|                                          | –                            | Bündnis 21/RRP    | –           | –           | 119          | 0,1          |
|                                          | Karlo Willi Ronstadt         | NPD               | 1.403       | 0,8         | 1.400        | 0,8          |
|                                          | Helmut Walter Wolfgang Lange | MLPD              | 207         | 0,1         | 87           | 0,0          |
|                                          | Christian Schäfer            | AfD               | 5.336       | 2,9         | 6.263        | 3,4          |
|                                          | –                            | pro Deutschland   | –           | –           | 199          | 0,1          |
|                                          | –                            | FREIE WÄHLER      | –           | –           | 398          | 0,2          |
|                                          | Imke von Karstedt            | Die PARTEI        | 1.531       | 0,8         | 959          | 0,5          |
|                                          | –                            | Tierschutzpartei  | 1.641       | 0,9         | –            | –            |
| Gesamt                                   | Gesamt                       | Gesamt            | 182.384     | 100         | 182.696      | 100          |
|                                          |                              |                   |             |             |              |              |
| Ungültige Stimmen                        | Ungültige Stimmen            | Ungültige Stimmen | 2.128       | 1,2         | 1.816        | 1,0          |
| Wähler                                   | Wähler                       | Wähler            | 184.512     | 71,9        | 184.512      | 71,9         |
| Wahlberechtigte                          | Wahlberechtigte              | Wahlberechtigte   | 256.547     |             | 256.547      |              |
|                                          |                              |                   |             |             |              |              |
| Quellen: Die Bundeswahlleiterin, Stimmen |                              |                   |             |             |              |              |

### Bundestagswahl 2009
| Kandidaten                                          | Kandidaten                   | Parteien/Listen   | Erststimmen | Erststimmen | Zweitstimmen | Zweitstimmen |
| Kandidaten                                          | Kandidaten                   | Parteien/Listen   | Stimmen     | %           | Stimmen      | %            |
| --------------------------------------------------- | ---------------------------- | ----------------- | ----------- | ----------- | ------------ | ------------ |
|                                                     | Carsten Sielinggewählt im WK | SPD               | 62.588      | 33,7        | 52.387       | 28,2         |
|                                                     | Rita Mohr-Lüllmann           | CDU               | 53.255      | 28,7        | 46.284       | 24,9         |
|                                                     | Marieluise Beck              | GRÜNE             | 31.564      | 17,0        | 32.556       | 17,5         |
|                                                     | Klaus-Rainer Rupp            | DIE LINKE         | 21.226      | 11,4        | 24.883       | 13,4         |
|                                                     | Torsten Staffeldt            | FDP               | 13.587      | 7,3         | 21.021       | 11,3         |
|                                                     | Klaus Baade                  | NPD               | 2.012       | 1,1         | 1.567        | 0,8          |
|                                                     | –                            | PBC               | –           | –           | 458          | 0,2          |
|                                                     | Helmut Lange                 | MLPD              | 343         | 0,2         | 133          | 0,1          |
|                                                     | –                            | DVU               | –           | –           | 373          | 0,2          |
|                                                     | –                            | REP               | –           | –           | 247          | 0,1          |
|                                                     | –                            | PIRATEN           | –           | –           | 4.564        | 2,5          |
|                                                     | –                            | RRP               | –           | –           | 1.617        | 0,9          |
|                                                     | Jan Hövener                  | Einzelbewerber    | 709         | 0,4         | –            | –            |
|                                                     | Wolf-Dieter Könnecke         | Einzelbewerber    | 348         | 0,2         | –            | –            |
| Gesamt                                              | Gesamt                       | Gesamt            | 185.632     | 100         | 186.090      | 100          |
|                                                     |                              |                   |             |             |              |              |
| Ungültige Stimmen                                   | Ungültige Stimmen            | Ungültige Stimmen | 2.557       | 1,4         | 2.099        | 1,1          |
| Wähler                                              | Wähler                       | Wähler            | 188.189     | 73,5        | 188.189      | 73,5         |
| Wahlberechtigte                                     | Wahlberechtigte              | Wahlberechtigte   | 256.131     |             | 256.131      |              |
|                                                     |                              |                   |             |             |              |              |
| Quellen: Der Bundeswahlleiter, Kandidaten - Stimmen |                              |                   |             |             |              |              |

### Bundestagswahl 2005
| Kandidaten                                          | Kandidaten                  | Parteien/Listen   | Erststimmen | Erststimmen | Zweitstimmen | Zweitstimmen |
| Kandidaten                                          | Kandidaten                  | Parteien/Listen   | Stimmen     | %           | Stimmen      | %            |
| --------------------------------------------------- | --------------------------- | ----------------- | ----------- | ----------- | ------------ | ------------ |
|                                                     | Volker Kröninggewählt im WK | SPD               | 93.663      | 48,3        | 77.039       | 39,7         |
|                                                     | Bernd Otto Neumann          | CDU               | 54.538      | 28,1        | 46.223       | 23,8         |
|                                                     | Marieluise Beck             | GRÜNE             | 23.445      | 12,1        | 32.198       | 16,6         |
|                                                     | Magnus Heinrich Buhlert     | FDP               | 7.198       | 3,7         | 17.186       | 8,9          |
|                                                     | Axel Troost                 | Die Linke.        | 12.701      | 6,6         | 15.817       | 8,1          |
|                                                     | –                           | GRAUE             | –           | –           | 1.804        | 0,9          |
|                                                     | Sven Buttgereit             | NPD               | 2.203       | 1,1         | 2.085        | 1,1          |
|                                                     | –                           | DIE FRAUEN        | –           | –           | 661          | 0,3          |
|                                                     | –                           | MLPD              | –           | –           | 168          | 0,1          |
|                                                     | –                           | PBC               | –           | –           | 614          | 0,3          |
|                                                     | –                           | Pro DM            | –           | –           | 286          | 0,1          |
| Gesamt                                              | Gesamt                      | Gesamt            | 193.748     | 100         | 194.081      | 100          |
|                                                     |                             |                   |             |             |              |              |
| Ungültige Stimmen                                   | Ungültige Stimmen           | Ungültige Stimmen | 2.799       | 1,4         | 2.466        | 1,3          |
| Wähler                                              | Wähler                      | Wähler            | 196.547     | 77,7        | 196.547      | 77,7         |
| Wahlberechtigte                                     | Wahlberechtigte             | Wahlberechtigte   | 252.856     |             | 252.856      |              |
|                                                     |                             |                   |             |             |              |              |
| Quellen: Der Bundeswahlleiter, Kandidaten - Stimmen |                             |                   |             |             |              |              |

### Bundestagswahl 2002
| Kandidaten                                          | Kandidaten                         | Parteien/Listen   | Erststimmen | Erststimmen | Zweitstimmen | Zweitstimmen |
| Kandidaten                                          | Kandidaten                         | Parteien/Listen   | Stimmen     | %           | Stimmen      | %            |
| --------------------------------------------------- | ---------------------------------- | ----------------- | ----------- | ----------- | ------------ | ------------ |
|                                                     | Volker Kröninggewählt im WK        | SPD               | 102.614     | 51,4        | 89.769       | 44,9         |
|                                                     | Bernd Otto Neumann                 | CDU               | 54.187      | 27,1        | 51.050       | 25,5         |
|                                                     | Marieluise Beck                    | GRÜNE             | 25.381      | 12,7        | 35.161       | 17,6         |
|                                                     | Claus Ludwig Jäger                 | FDP               | 9.618       | 4,8         | 14.310       | 7,2          |
|                                                     | Klaus-Rainer Heinrich Wilhelm Rupp | PDS               | 4.060       | 2,0         | 4.897        | 2,5          |
|                                                     | –                                  | REP               | –           | –           | 480          | 0,2          |
|                                                     | –                                  | GRAUE             | –           | –           | 871          | 0,4          |
|                                                     | –                                  | NPD               | –           | –           | 621          | 0,3          |
|                                                     | Joachim Walter Raffel              | Schill            | 3.503       | 1,8         | 2.689        | 1,3          |
|                                                     | Jens Fertsch                       | Einzelbewerber    | 405         | 0,2         | –            | –            |
| Gesamt                                              | Gesamt                             | Gesamt            | 199.768     | 100         | 199.848      | 100          |
|                                                     |                                    |                   |             |             |              |              |
| Ungültige Stimmen                                   | Ungültige Stimmen                  | Ungültige Stimmen | 2.133       | 1,1         | 2.053        | 1,0          |
| Wähler                                              | Wähler                             | Wähler            | 201.901     | 81,0        | 201.901      | 81,0         |
| Wahlberechtigte                                     | Wahlberechtigte                    | Wahlberechtigte   | 249.388     |             | 249.388      |              |
|                                                     |                                    |                   |             |             |              |              |
| Quellen: Der Bundeswahlleiter, Kandidaten - Stimmen |                                    |                   |             |             |              |              |

### Bundestagswahl 1998
| Kandidaten                                          | Kandidaten                         | Parteien/Listen     | Erststimmen | Erststimmen | Zweitstimmen | Zweitstimmen |
| Kandidaten                                          | Kandidaten                         | Parteien/Listen     | Stimmen     | %           | Stimmen      | %            |
| --------------------------------------------------- | ---------------------------------- | ------------------- | ----------- | ----------- | ------------ | ------------ |
|                                                     | Volker Kröninggewählt im WK        | SPD                 | 78.812      | 50,7        | 69.786       | 44,8         |
|                                                     | Bernd Otto Neumann                 | CDU                 | 50.269      | 32,3        | 44.240       | 28,4         |
|                                                     | Marieluise Beck                    | GRÜNE               | 15.306      | 9,8         | 20.364       | 13,1         |
|                                                     | Dorothee Lotz                      | FDP                 | 4.618       | 3,0         | 11.534       | 7,4          |
|                                                     | Klaus-Rainer Heinrich Wilhelm Rupp | PDS                 | 2.930       | 1,9         | 3.673        | 2,4          |
|                                                     | –                                  | APPD                | –           | –           | 223          | 0,1          |
|                                                     | –                                  | BFB – Die Offensive | –           | –           | 320          | 0,2          |
|                                                     | –                                  | Chance 2000         | –           | –           | 191          | 0,1          |
|                                                     | –                                  | DVU                 | –           | –           | 1.842        | 1,2          |
|                                                     | Jutta Brückner                     | GRAUE               | 1.093       | 0,7         | 692          | 0,4          |
|                                                     | Werner Maximilian Krug             | REP                 | 1.712       | 1,1         | 978          | 0,6          |
|                                                     | –                                  | Pro DM              | –           | –           | 1.283        | 0,8          |
|                                                     | Horst Grüttert                     | NPD                 | 728         | 0,5         | 429          | 0,3          |
|                                                     | –                                  | NATURGESETZ         | –           | –           | 236          | 0,2          |
| Gesamt                                              | Gesamt                             | Gesamt              | 155.468     | 100         | 155.791      | 100          |
|                                                     |                                    |                     |             |             |              |              |
| Ungültige Stimmen                                   | Ungültige Stimmen                  | Ungültige Stimmen   | 1.777       | 1,1         | 1.454        | 0,9          |
| Wähler                                              | Wähler                             | Wähler              | 157.245     | 84,4        | 157.245      | 84,4         |
| Wahlberechtigte                                     | Wahlberechtigte                    | Wahlberechtigte     | 186.298     |             | 186.298      |              |
|                                                     |                                    |                     |             |             |              |              |
| Quellen: Der Bundeswahlleiter, Kandidaten - Stimmen |                                    |                     |             |             |              |              |

### Bundestagswahl 1994
| Kandidaten                             | Kandidaten                  | Parteien/Listen   | Erststimmen | Erststimmen | Zweitstimmen | Zweitstimmen |
| Kandidaten                             | Kandidaten                  | Parteien/Listen   | Stimmen     | %           | Stimmen      | %            |
| -------------------------------------- | --------------------------- | ----------------- | ----------- | ----------- | ------------ | ------------ |
|                                        | Volker Kröninggewählt im WK | SPD               | 65.537      | 43,3        | 60.555       | 40,0         |
|                                        | Bernd Neumann               | CDU               | 54.786      | 36,2        | 48.842       | 32,3         |
|                                        | Marieluise Beck             | GRÜNE             | 17.574      | 11,6        | 19.388       | 12,8         |
|                                        | Merve Pagenhardt            | FDP               | 5.905       | 3,9         | 14.145       | 9,3          |
|                                        | Harald Kerner               | PDS               | 2.949       | 1,9         | 4.196        | 2,8          |
|                                        | –                           | GRAUE             | –           | –           | 1.439        | 1,0          |
|                                        | Michael Rahn                | NATURGESETZ       | 825         | 0,5         | 501          | 0,3          |
|                                        | Karl Günter Wilheln Kohl    | REP               | 2.316       | 1,5         | 2.096        | 1,4          |
|                                        | –                           | MLPD              | –           | –           | 24           | 0,0          |
|                                        | –                           | ÖDP               | –           | –           | 206          | 0,1          |
|                                        | Erika Riemer-Noltanius      | Einzelbewerber    | 1.611       | 1,1         | –            | –            |
| Gesamt                                 | Gesamt                      | Gesamt            | 151.503     | 100         | 151.392      | 100          |
|                                        |                             |                   |             |             |              |              |
| Ungültige Stimmen                      | Ungültige Stimmen           | Ungültige Stimmen | 2.060       | 1,3         | 2.171        | 1,4          |
| Wähler                                 | Wähler                      | Wähler            | 153.563     | 81,4        | 153.563      | 81,4         |
| Wahlberechtigte                        | Wahlberechtigte             | Wahlberechtigte   | 188.672     |             | 188.672      |              |
|                                        |                             |                   |             |             |              |              |
| Quellen: Der Bundeswahlleiter, Stimmen |                             |                   |             |             |              |              |